# Les enfants sont rois (série télévisée)
Pour l’article homonyme, voir Les enfants sont rois.
Les enfants sont rois est une série télévisée française diffusée depuis novembre 2024 par Star via la plateforme Disney+. Elle est librement adaptée du roman éponyme de Delphine de Vigan.
Sébastien Marnier a réalisé les épisodes 4, 5 et 6 et a assuré la direction artistique de la saison. 

## Synopsis
Kimmy Diore, une fillette de 6 ans et star d'Internet grâce à une chaine Youtube gérée par sa mère Mélanie, est enlevée au pied de son immeuble. Sara Roussel, une policière qui connait mal Internet, est chargée de l'affaire et doit se plonger dans la face sombre des réseaux sociaux, entre les trolls et les haters.

## Distribution
- Géraldine Nakache : Sara Roussel
- Doria Tillier : Mélanie Diore
- Oussama Kheddam : Malik
- Panayotis Pascot : Baptiste
- Chantal Lauby : Isabelle
- India Hair : Lou
- Suliane Brahim : Salomé Jonas
- Sébastien Pouderoux : Bruno Diore
- Vittoria Andreoli : Kimmy Diore
- Basile Violette : Sammy Diore
- Cyril Metzger : Valentin Lavalle
- Tom Dingler : David Bouthier
- Jacques Weber : Le père de Sara
- Pierre Giraud : Le voisin étrange

## Épisodes
Les épisodes ont été écrits par Judith Havas, Victor Rodenbach et Benjamin Adam et réalisés par Sébastien Marnier
1. La Disparition
2. Le Chevalier
3. Mères et Filles
4. Dérapage
5. Carte mémoire
6. Zone blanche

## Production
Les épisodes ont été tournés au printemps 2024. Les locaux de la gendarmerie de Revin, dans les Ardennes, ont servi de décor.

## Accueil critique
La série a reçu un bon accueil de la part de la critique, avec une note moyenne de 5,9/10 sur ImDB sur 54 notes. 
Thomas Sotinel pour Le Monde, comme Marjolaine Jarry pour Télérama, estiment que la série réussit à aborder le sujet de la marchandisation des enfants-influenceurs et ses dérives, mais se perd dans les poncifs de la série policière française, avec des personnages de policiers sombres et torturés,. Laura Berny pour Les Echos souligne aussi que le sujet initial s'efface pour s'intéresser à la relation d'attirance-répulsion qui se noue entre la policière interprétée par Géraldine Nakache et la mère jouée par Doria Tillier.